# Ван дер Фен, Мас
Мариюс (Мас) ван дер Фен (нидерл. Marius (Maas) van der Feen; 1 февраля 1888, Смаллингерланд, Фрисландия — 10 марта 1973, Гаага) — нидерландский теннисист. Участник летних Олимпийских игр 1924 года.

## Биография
Мас ван дер Фен родился 1 февраля 1888 года в нидерландской общине Смаллингерланд. Отец — Ян Албертюс ван дер Фен, мать — Алида Хармина Аттема.
Заниматься теннисом начал в 15 лет. Пять раз становился чемпионом Нидерландов по теннису: четыре раза в одиночном разряде (1913—1914, 1918, 1924), один раз — в парном разряде (1913).
В 1923 году в составе сборной Нидерландов сыграл в Международном теннисном вызове, сейчас известном как Кубок Дэвиса. В полуфинальном матче против Испании (0:5) проиграл две одиночных встречи Эдуардо Флакеру (6:4, 2:6, 3:6, 0:6) и Мануэлю де Гомару (3:6, 0:6, 5:7).
В 1924 году вошёл в состав сборной Нидерландов на летних Олимпийских играх в Париже. В одиночном разряде в 1/32 финала проиграл Мохаммеду Слиму из Индии — 4:6, 1:6, 4:6. В парном разряде, выступая вместе с Герардом Лембрюггеном, в 1/32 финала проиграли Ладиславу Жемле и Яну Кожелугу из Чехословакии — 3:6, 2:6, 3:6.
Дважды участвовал в Уимблдонском турнире. В 1925 году проиграл в 1-м круге Джону Хеннесси из США — 3:6, 6:4, 1:6, 2:6. В 1926 году в 1-м круге выиграл у Фрэнка Джарвиса из Великобритании — 6:8, 5:7, 7:5, 6:1, 6:1, во 2-м круге проиграл Р. Бернарду из Великобритании — 6:8, 10:8, 5:7, 4:6.
Был членом правления Нидерландской ассоциации лаун-тенниса, а впоследствии её почётным членом.
Умер 10 марта 1973 года в нидерландском городе Гаага.

## Семья
Был женат дважды. В первый раз женился в возрасте 30 лет — его супругой стала 27-летняя Римелия Вилхелмина Карстен, уроженка Леувардена. Их брак был зарегистрирован 30 мая 1918 года в Гааге. В 1919 году родилась дочь Талка Фредерика, а в 1924 году родился сын Ян Албертюс Эйлард. В 1929 году его жена умерла в возрасте 38 лет в швейцарской коммуне Кандерштег. В июне 1933 года в Вассенаре женился на 40-летней Нелли Антонии Хирониме де Врис.